# Lucas Villafáñez
Lucas Villafáñez (Comodoro Rivadavia, provincia de Chubut, 4 de octubre de 1991) es un futbolista argentino. Juega como centrocampista y su equipo es el Kifisia F. C. de la Segunda Superliga de Grecia.

## Trayectoria
Villafáñez debutó en la Comisión de Actividades Infantiles en el torneo de la B Nacional en el año 2006. Llegó a disputar 58 partidos marcando 12 goles en el equipo chubutense.
En agosto de 2010 llegó a préstamo a Independiente. A las semanas sufrió una grave lesión que lo dejó afuera de las canchas por unos cuantos meses. En enero, realizó a la par de sus compañeros la pretemporada y debutó en la máxima categoría del fútbol argentino frente a Tigre el 6 de febrero de 2011 en una derrota de su equipo por 1 a 0.
En apenas su tercer partido en el club, ingreso al minuto 71 y 5 minutos después marcó su primer gol en el rojo frente a Boca en la Bombonera.
Un par de fechas después anotó en la victoria de visitante de su equipo contra Estudiantes en la cancha de Quilmes donde por aquel entonces el Pincha hacia las veces de local, fue victoria del Rojo por 2-0 y los goles fueron convertidos por Leo Galeano y Villa.
Luquitas es habitual titular en la reserva de Independiente donde se destaca con un nivel muy grande pero que no ha podido expresar en el 11 inicial del primer equipo, siendo relegado al banco de suplentes o a la misma.
En agosto de 2013 llega cedido a préstamo a Huracán de Parque Patricios.
En 2014 comenzó a tramitar el pasaporte griego, debido a que su bisabuelo era de El Pireo, con el fin de ser elegible para la selección de fútbol de Grecia.

## Selección nacional
Fue convocado en varias ocasiones por Sergio Batista para entrenarse y disputar partidos con la selección sub-20. Volvió a ser convocado en abril por Walter Perazzo estando ya recuperado de su lesión.

### Participaciones con la selección
| Torneo                                | Sede     | Resultado        | Partidos | Goles |
| ------------------------------------- | -------- | ---------------- | -------- | ----- |
| Copa Mundial de Fútbol Sub-20 de 2011 | Colombia | Cuartos de final | 1        | 1     |
| Juegos Panamericanos de 2011          | México   | Medalla de plata | 2        | 3     |

## Clubes
| Club                 | País      | Año       |
| -------------------- | --------- | --------- |
| CAI                  | Argentina | 2006-2010 |
| C. A. Independiente  | Argentina | 2010-2013 |
| C. A. Huracán        | Argentina | 2013-2014 |
| Panetolikos G. F. C. | Grecia    | 2014-2015 |
| Panathinaikos F. C.  | Grecia    | 2016-2017 |
| Alanyaspor           | Turquía   | 2018-2019 |
| Monarcas Morelia     | México    | 2019-2020 |
| Panathinaikos F. C.  | Grecia    | 2020-2022 |
| APOEL de Nicosia     | Chipre    | 2022-2024 |
| Volos F. C.          | Grecia    | 2024-2025 |
| Kifisia F. C.        | Grecia    | 2025-     |

## Palmarés

### Títulos nacionales
| Título                     | Club                | País   | Año  |
| -------------------------- | ------------------- | ------ | ---- |
| Copa de Grecia             | Panathinaikos F. C. | Grecia | 2022 |
| Primera División de Chipre | APOEL de Nicosia    | Chipre | 2024 |